# Bulbophyllum caloglossum
Bulbophyllum caloglossum är en orkidéart som beskrevs av Rudolf Schlechter. Bulbophyllum caloglossum ingår i släktet Bulbophyllum och familjen orkidéer. Inga underarter finns listade i Catalogue of Life.